# Bloemstilleven

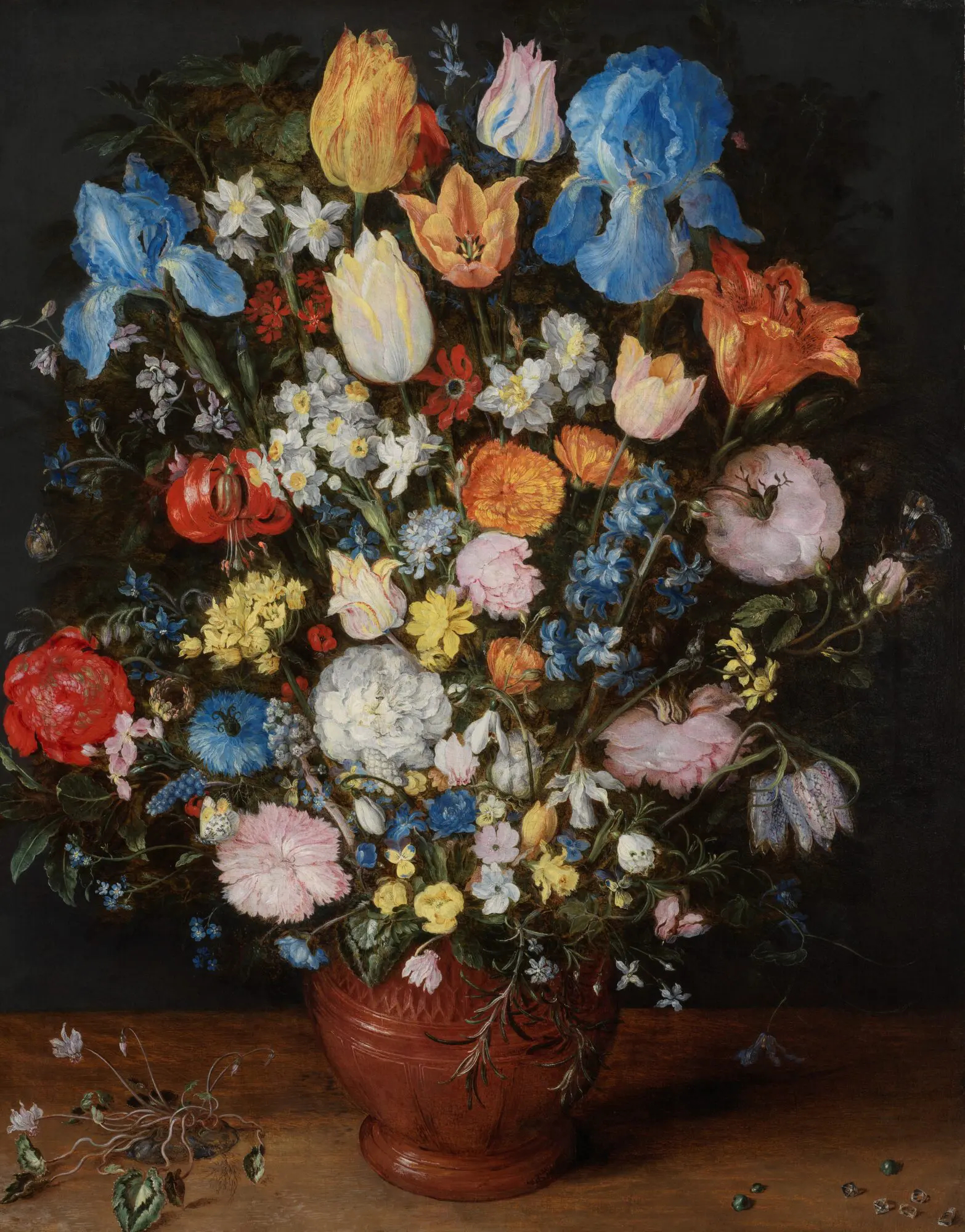
Stilleven door Jan Brueghel de Oude

Het genre van bloemstillevens ontwikkelde zich kort voor 1600 in de Nederlandse schilderkunst, onder invloed van de groeiende interesse in exotische bloemen en planten. De Vlaming Jan Brueghel de Oude was de eerste kunstenaar in de Nederlanden die zich hierin specialiseerde. De eerste schilder die zich uitsluitend bezighield met bloemstillevens was Ambrosius Bosschaert de Oude. Andere meesters van het bloemstilleven waren: Evert van Aelst, Willem van Aelst, Balthasar van der Ast, Christoffel van den Berghe, Abraham van Beijeren, Hans Bollongier, Thomas Willeboirts Bosschaert, Dirck de Bray, Hendrik de Fromantiou, Jan Fijt, Jacob de Gheyn (II), Jan Davidsz. de Heem, Hendrick Schoock, Jan van Huijsum, Jacob Marrel, Abraham Mignon, Adriaen van Nieulandt, Jan van Os, Roelant Savery, Daniël Seghers, Nicolaes van Veerendael, Simon Pietersz. Verelst, Jacob Woutersz. Vosmaer en Jacob van Walscapelle.
Ook vrouwen specialiseerden zich in de 17e eeuw in het schilderen van bloemstillevens. Voorbeelden van bekende vrouwelijke schilders van bloemstillevens uit de 17e eeuw zijn Rachel Ruysch, Maria van Oosterwijck, Judith Leyster, Clara Peeters, Michaelina Wautier en Maria Sibylla Merian. In de Belle Époque waren bloemstillevens, die binnen de huiselijke sfeer konden worden gecreëerd, onder vrouwelijke schilders een toegankelijke manier om hun artistieke vaardigheden te ontwikkelen. 